# Mattsvart dyngbagge
Mattsvart dyngbagge (Aphodius ater) är en skalbaggsart som först beskrevs av Charles De Geer 1774.  Mattsvart dyngbagge ingår i släktet Aphodius, och familjen bladhorningar. Arten är reproducerande i Sverige.